# Schnugsheide
Schnugsheide ist eine aus einer Hofschaft hervorgegangene Ortslage in der Stadt Leichlingen (Rheinland) im Rheinisch-Bergischen Kreis.

## Lage und Beschreibung
Schnugsheide liegt am südwestlichen Rand der Leichlinger Kernorts südlich der Landesstraße L294 an der gleichnamigen Straße Schnugsheide nahe der Stadtgrenze zu Langenfeld (Rheinland) und Leverkusen. Der Siedlungskern des Wohnplatzes ist in der geschlossenen Wohn- und Gewerbebebauung aufgegangen, der gesamte Ortsbereich mit angrenzenden Neubaugebieten zählt zu dem heutigen Ortsteil Schnugsheide. Östlich von dem Ort verläuft die Trasse der Bahnstrecke Gruiten–Köln-Mülheim, südöstlich von Schnugsheide befindet sich der Wohnplatz Rehborn.
Weitere benachbarte, zumeist die in südwestliche und westliche Vorstadt Leichlingens aufgegangene Orte sind Hülserhof, Rothenberg, Förstchen, Bremsen, Zwei Eichen, Roßlenbruch, Trompete, Sandberg und Schraffenberg.

## Geschichte
1702 gab es in Schnugsheide sechs Häuser, die von den Franzosen geplündert worden waren. Ein 1744 von einem Pastor Hartmann errichtetes großes Haus, um das sich ein Wassergraben zog, trug den Namen an der Burg. Der Ort lag im 18. Jahrhundert an einer älteren Trassierung der Sandstraße, einer Altstraße von Aufderhöhe nach Opladen, die bis zum 19. Jahrhundert nach Westen verlegt wurde und bis in die 1980er Jahre als Landesstraße L288 qualifiziert war. Die Karte Topographia Ducatus Montani aus dem Jahre 1715 zeigt vier Höfe unter dem Namen Schunckenheid. Im 18. Jahrhundert gehörte der Ort zum Kirchspiel Leichlingen im bergischen Amt Miselohe. Die Topographische Aufnahme der Rheinlande von 1824 und die Preußische Uraufnahme von 1844 verzeichnen ihn beide als Schnugsheide , ebenso die Leichlinger Gemeindekarte von 1830.
1815/16 besaß der Ort 102 Einwohner. 1832 gehörte Schnugsheide unter dem Namen Schnogsheide der Bürgermeisterei Leichlingen an. Der laut der Statistik und Topographie des Regierungsbezirks Düsseldorf als Dorfschaft kategorisierte Ort besaß zu dieser Zeit 21 Wohnhäuser und 30 landwirtschaftliche Gebäude. Zu dieser Zeit lebten 95 Einwohner im Ort, davon 27 katholischen und 68 evangelischen Glaubens. 1867 wurde östlich vom Ort die Bahnstrecke Gruiten–Köln-Mülheim eröffnet. 
Im Gemeindelexikon für die Provinz Rheinland werden 1885 33 Wohnhäuser mit 206 Einwohnern angegeben. 1895 besitzt der Ort 35 Wohnhäuser mit 215 Einwohnern, 1905 34 Wohnhäuser und 213 Einwohner.
Ab Mitte des 20. Jahrhunderts schlossen sich die Lücken in der Wohn- und Gewerbebebauung mit den benachbarten Wohnplätzen und Schnugsheide wurde Teil der südwestlichen Vorstadt Leichlingens.